# Parisades II
Parisades II (en llatí Paerisades, en grec antic Παιρισάδης, 'Pairisades') va ser rei del Bòsfor Cimmeri a mitjans del segle iii aC.
Va regnar des del 284 aC fins aproximadament el 245 aC. Va ser l'únic fill de Sàtir III, al que va succeir, que es va escapar de la persecució del seu oncle Eumel, segons diu Diodor de Sicília. A la seva mort el va succeir el seu fill Espàrtoc IV.